# Livelock
Livelock — игра в жанре Shoot 'em up с видом сверху (изометрическая проекция), разработанная компанией Tuque Games и изданная Perfect World Entertainment в 2016 году.

## Разработка
Игра была впервые анонсирована в январе 2016 года. Это первая игра, изданная Perfect World Entertainment, которая не является free-to-play проектом.

## Сюжет
В роли одного из Ведущих интеллектов (Хекс, Авангард или Катализатор) игрок должен отправиться на борьбу с искусственным интеллектом и открыть Эдем, дав возможность человечеству ожить.